# 筒井はじめ
筒井 はじめ（つつい はじめ、1970年12月7日 - ）は、デザイナー、アーティスト、芸術家、実業家。東京都葛飾区出身。
カメラカメン、HAJIMEROCK名義でのネームでタレントやランドスケープフォトグラフを出版。『TSUTSUIHAJIME×HYOZAEMON』『TSUTSUI HAJIME×L'HOMOS』『NINITA』『kaneonaruki』のブランドデザイナー。

## 略歴
- 1990年～1999年　アメリカを中心に世界各国で芸術・パフォーマンスを学ぶ。
- 2000年　帰国。東京を中心に美術と事業の融合。絵画とフォトグラフを基軸にワールドワイドな美術と現代のポップカルチャーをクロスアウトさせる活動を開始。
  - 東京都世田谷にレストラン&アート空間都会の森ガーデンをオープン。

　　　その世界観は瞬く間に広がり、多数のTV・雑誌の取材オファーを受ける。
　　　SEDA・mini・JILE・springなど多くのファッション雑誌の定番ロケ地となる。
　　　絵画「Two Flower」が、世田谷美術館展賞を受賞。
　　　東京大学病院小児科「めだかの学校」美術講師を務める。
- 2001年
  - 月刊誌船井幸雄「FunaiMedia」表紙デザイン担当、及び、カメラマンを務める。
  - 谷村大輔の主催するアートプロジェクト「コアファイタ」参加。
  - 絵画「MAMA GOOD BYE」がジャパンアートグランプリ ホルベイン賞受賞。
- 2003年
  - NINITAテキスタイルデザイナー契約。

　　　そのデザインは、宮崎あおい 、長澤まさみ、深田恭子、石原さとみ、大塚愛など数多くの女優・ミュージシャンたちが衣装として着用した。
- 2004年　
  - 早乙女太一舞台着物デザイナー契約。
  - 映画『2番目の彼女』（2004年大森美香監督）出演
- 2005年
  - メキシコ部族のドキュメンタリー映像「貝紫」が日本郵政公社「第20回全日本DM大賞」銅賞受賞。
- 2006年
  - YouTube公式チャンネルCameracamenfilmsを開設。数多くのアートフィルムを発表。

　　　GOMARUYONZUBON MVロックンロールジャックがYouTube VIDEO AWARDS JAPAN 2008最優秀映像賞ノミネート。
- 2007年
  - 早乙女太一がNHK紅白歌合戦の初出場に着用したプラチナ着物は4000万円の保険が付き、ギネス申請され紛失した。[7]。
- 2008年
  - 20代に世界中を旅して撮りためた写真集「美しい人へ」を出版。
  - 早乙女太一の13歳から15歳のライフスタイルを撮影した写真集「13-15」を出版。記者会見は、カメラカメンとして覆面をかぶり早乙女太一と行った。
  - ラフォーレ原宿・池袋パルコにてライブペイントショー開催。
- 2009年　
  - NASCARの、TOYOTA＆日本政府共同チーム「YOKOSO!JAPAN」カーデザイン担当。監督は服部茂章。[8]。
  - 箸ブランド「TSUTSUIHAJIME×HYOZAEMON」を発表。新宿小田急百貨店正面スペースにて行われたオープンレセプションを皮切りに全国の百貨店に出店。

　　　マイ箸ブームを起こし100万本のセールスを記録。後に天皇皇后の使用する箸を手掛ける。。
- - 全日本空輸と機内限定の箸を手掛け、機内誌ANA SKY SHOPの表紙を飾る。テーマは「ANAのSKYは宇宙へ」。[9]。
  - 富士紡とインナーズブランド『TSUTSUI HAJIME×L'HOMOS』を発表。
  - 大相撲行司木村堅治郎（現・銀治郎）の軍配「花美絵無」を手掛ける。[10]。
- 2010年　
  - キャラクターブック「KIMITOMO」を角川書店より出版。
- 2011年
  - 3DCGアニメーション「貝星君」を制作。第18回上海電視節（上海テレビフェスティバル）にて海外作品優秀賞を受賞。[11]。
  - GENERAL HEAD MOUNTAINのビジュアルディレクションを担当。
  - きみともキャラクターのベンザイテンが城北信用金庫の現金封筒キャラクターとして採用される。
  - 大前孝太郎とラブコモンズを結成。社会貢献に関する共同研究を行いアートとして表現するユニットである。
- 2012年
  - アメリカWBA「サムライ サンディエゴ」のユニフォームデザイン担当。
  - 「東京国際アニメフェア2012」に「きみとも」がノミネート。
  - 「TSUTSUI HAJIME×SMILE WORLD」を発表。
- 2013年
  - 写真集「忍び込んだ地球001〜004」「軽井沢河童合体本」を出版。
  - 上野の森美術館にて「ラブコモンズ展」開催。東日本大震災で被災した子供たちとライブペイントショーを行う。[12]。
  - 軽井沢ニューアートミュージアムにて絵画展「軽井沢河童展」「HANAと鼻と花」開催。
- 2014年
  - 日本テレビ『神の通信簿』出演。[13]。
- 2015年
  - 木更津市役所屋上に絵を描く。[14][15][16]
  - ラブコモンズが北区花火会プロデュース。オリジナルラベルの純米吟醸が小山酒造より販売。[17]
- 2016年
  - 「カネオナルキ」とデザイナー契約。
  - 「TSUTSUI HAJIME ×Digipri」年賀状デザイナー契約。[18]
  - 木更津文化推進委員会・特別顧問に就任。
- 2017年
  - 『木更津自身』発刊。日本タウン誌大賞にて新創刊部門優秀賞を受賞。[19]
- 2018年
  - 葛飾FM「それいけ！葛飾いとこ」（全52回）パーソナリティーを務める。（いとこの筒井たかひさ（葛飾区議会議員・一級建築士）と共演[1]）
- 2019年「それいけ！木更津自身」パーソナリティーを務める。（2019年10月～2024年3月末　かずさエフエム）
- 2024年　「木更津オールバック」レギュラーパーソナリティ―を務める。（2024年4月～かずさエフエム）

## エピソード
- 都会の森ガーデンのロケで西脇智代、立野正と出会う。その出会いがきっかけでNINITAと契約し、ファッション業界と深いつながりを生んだ。
- シンガーソングライター山崎ハコがリズムレッスン＆ボイストレーニングをしたことをラジオで明かす。その際に教材として使用した映像をYOUTUBEで公開している[20]。
- 小説家狗飼恭子の長編小説『低温火傷』主人公音海の恋人筒井はじめとして登場。クライマックスにはじめが音海に答える実娘の名前に筒井実母の「よしこ」を使っている。
- 万年筆メーカープラチナ萬年筆社長中田俊也から幻の万年筆をプレゼントされた。その万年筆で友人である大森南朋と浅草キッドに年賀状を書いている[21]。
- 2008年 早乙女太一とアメーバスタジオ(AmebaVision参照)で番組を持つ。原宿公開スタジオでは、毎回整理券が配られた。[22]。

## メディア出演

### ラジオ
- 「それいけ！葛飾いとこ」レギュラーパーソナリティー。（2018年5月～全52回葛飾FM）
- 「それいけ！木更津自身」レギュラーパーソナリティー。（2019年10月～2024年3月末　かずさエフエム）
- 「木更津オールバック」レギュラーパーソナリティ。（2024年4月～かずさエフエム）

### テレビ
- 出没！アド街ック天国、明大前編（2006年テレビ東京）
- 素敵なふる里夢探訪、ドキュメンタリー（2006年テレビ大阪）
- 限定品コラボネーゼ（2008年フジテレビ）
- 早乙女太一と筒井はじめの二人言（2008年アメーバ）
- news every（2010年日本テレビ）
- Nスタ （2010年TBS）
- キャスト （2011年朝日放送テレビ）
- 神の通信簿（2014年日本テレビ）

### CM
- デジプリ年賀状（2018年デジプリ）

### 舞台
- ねぇ、ヒルガオが咲いてるよ。（2015年ツラヌキ怪賊団）
- 立石ロッキー　桑原役（2022年葛飾区文化芸術創造事業）

### 書籍
- 美しい人へ
- １３→１５ 早乙女太一写真集（ワニブックス）
- KIMITOMO（角川文庫）